# Angelo Zottoli

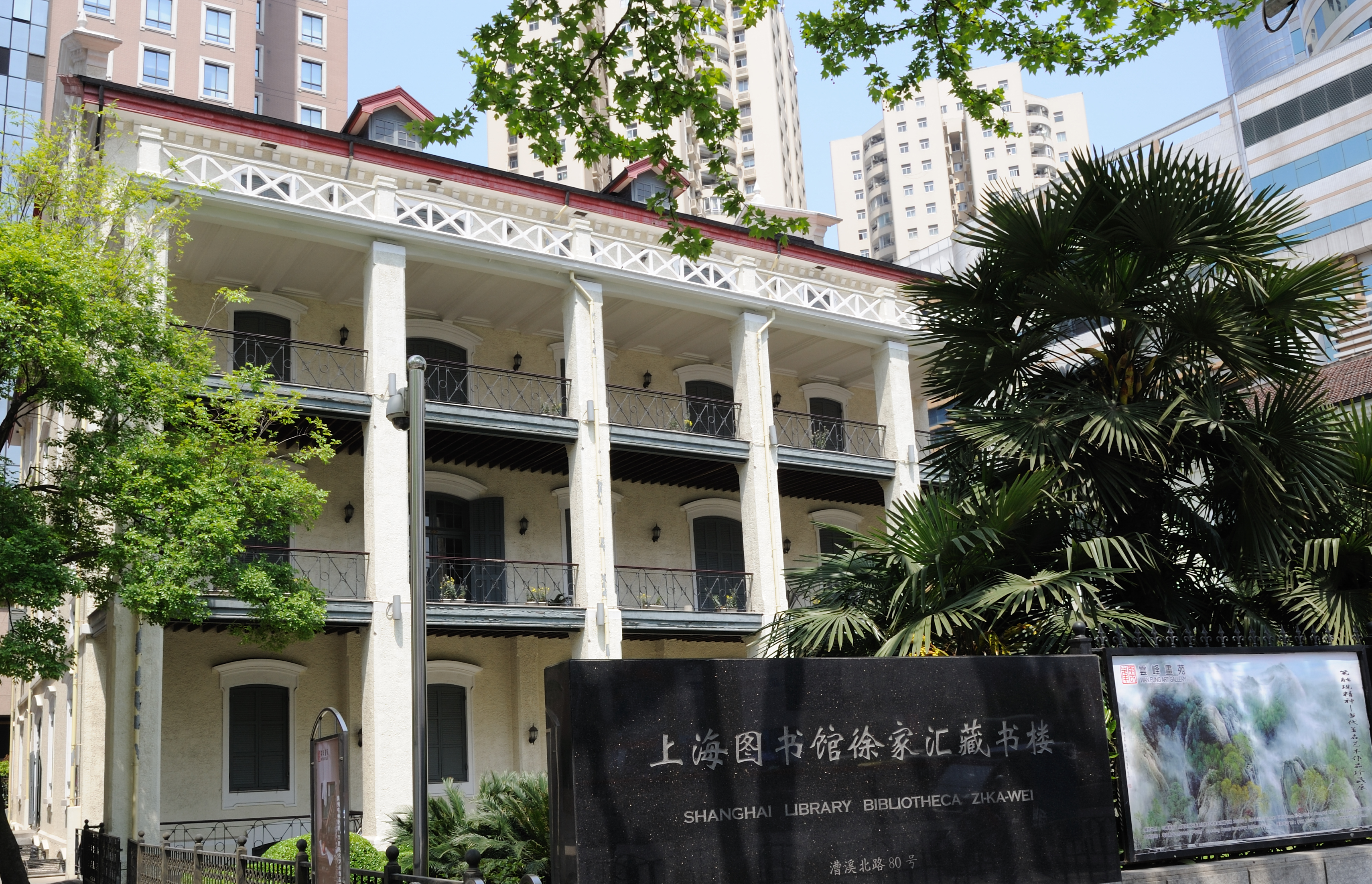
La Bibliotheca Zi-Ka-Wei, che Zottoli contribuì a formare con Henri Havret

Angelo Zottoli (Acerno, 21 giugno 1826 – Xujiahui, 9 novembre 1902) è stato un gesuita, missionario, latinista e sinologo italiano.

## Biografia
Nacque da una famiglia salernitana, proveniente da Acerno, borgo dei Monti Picentini, la stessa che darà i natali all'omonimo critico letterario Angelandrea Zottoli (1879-1956), nipote di suo fratello Carmine.
Entrò nel 1843 tra i Gesuiti e nel 1848 fu uno dei primi europei a passare gli esami imperiali. Si stabilì in Cina come missionario e trascorse quasi tutta la sua vita a Shangai
Dal 1853 insegnò a studenti cinesi di religione cristiana nel Collegio di Sant'Ignazio di Loyola a Xujiahui (Zikawei), località nella quale contribuì, con Henri Havret, alla fondazione della Bibliotheca Zi-Ka-Wei, importante risorsa per i sinologi.

## Opere
Il suo magnum opus è un monumentale testo in lingua latina, dal titolo Cursus litterae sinicae neo-missionariis accommodatus (Typographia Missionis Catholicæ, Shanghai, 1879-1892),  pubblicato in cinque volumi, destinato all'insegnamento della lingua cinese agli aspiranti missionari, tradotto parzialmente in francese da Padre Charles de Bussy. Il metodo adottato da Zottoli si basava su una ricca scelta di testi originali, sia in prosa sia in versi, che offrivano una vasta esemplificazione dei vari stili e registri in cui può presentarsi la lingua cinese, con esempi tratti dalla lingua parlata, dalla novella e dal romanzo, dalla scrittura epistolare, dalla lingua letteraria, dalla poesia e dai classici confuciani. I brani in lingua originale erano accompagnati da traduzione parola per parola con testo a fronte, illustrata da annotazioni storiche e filologiche.
Fu anche ottimo traduttore di alcuni testi classici della letteratura cinese (Confucio) e scrisse inoltre un grande vocabolario cinese-latino che si conserva solo in forma manoscritta nella biblioteca da lui fondata.
Come autore, si devono a lui numerosi testi teologici in cinese.